# Toscal CF
Der Toscal Club de Fútbol war ein zwischen 1915 und 1987 existierender Fußballverein aus Santa Cruz de Tenerife.

## Geschichte
Der Toscal Fútbol Club gründete sich 1915 und war damit einer der ältesten Fußballvereine auf Teneriffa. 1930 schloss such der Klub mit dem Iberia Fútbol Club zusammen und trat in der Folge als dessen Reservemannschaft in Erscheinung. Nachdem dieser Anfang der 1940er in finanzielle Probleme geriet, trennten sich die beiden Vereine und der Klub trat fortan als Toscal Club de Fútbol auf. Später änderte er den Namen in Club Deportivo Toscal und ab 1954 in Atlético Toscal, kehrte aber alsbald zum ursprünglichen Namen zurück. 
Lange Zeit spielte der Klub nur im unterklassigen Amateurbereich, bis er 1977 in die Tercera División aufstieg und die Campeonato de España de Aficionado, die spanische Amateurmeisterschaft, gewann. In der Tercera División hielt sich die Mannschaft fünf Spielzeiten, während dieser Zeit qualifizierte sie sich viermal für die Copa del Rey. Dort schied sie regelmäßig in der ersten Runde aus.
Dem Abstieg aus der Viertklassigkeit 1982 folgte der direkte Absturz in die Sechstklassigkeit, 1985 stieg der Klub sogar in die siebte Spielklasse ab. Zwar gelang der direkte Wiederaufstieg, nach dem abermaligen Abstieg 1987 löste sich der Klub jedoch auf. 
1999 wurde unter dem Namen Toscal CF erneut ein Fußballverein gegründet und später in Toscal Anaga umbenannt, der Neugründung war jedoch kein nachhaltiger Erfolg beschieden.